# Freestyle ai XXIV Giochi olimpici invernali - Salti femminile
La gara di halfpipe maschile di freestyle dei XXIV Giochi olimpici invernali di Pechino si è svolta il 14 febbraio 2022 al Genting Snow Park di Zhangjiakou.

## Risultati

### Qualificazione 1
| Pos. | Bib | Ordine | Nome                   | Nazione     | Punteggio | Note |
| ---- | --- | ------ | ---------------------- | ----------- | --------- | ---- |
| 1    | 3   | 17     | Laura Peel             | Australia   | 104.54    | Q    |
| 2    | 23  | 25     | Ashley Caldwell        | Stati Uniti | 101.31    | Q    |
| 3    | 1   | 2      | Xu Mengtao             | Cina        | 101.10    | Q    |
| 4    | 4   | 14     | Danielle Scott         | Australia   | 96.23     | Q    |
| 5    | 8   | 12     | Marion Thénault        | Canada      | 93.06     | Q    |
| 6    | 12  | 11     | Hanna Hus'kova         | Bielorussia | 92.00     | Q    |
| 7    | 25  | 15     | Megan Nick             | Stati Uniti | 89.18     |      |
| 8    | 13  | 23     | Kalia Kuhn             | Stati Uniti | 84.24     |      |
| 9    | 2   | 8      | Kong Fanyu             | Cina        | 83.78     |      |
| 10   | 18  | 6      | Eseniia Pantiukhova    | ROC         | 82.84     |      |
| 11   | 20  | 24     | Anastasiya Andryianava | Bielorussia | 81.58     |      |
| 12   | 7   | 16     | Zhanbota Aldabergenova | Kazakistan  | 80.56     |      |
| 13   | 14  | 19     | Winter Vinecki         | Stati Uniti | 78.96     |      |
| 14   | 21  | 22     | Anastasiia Prytkova    | ROC         | 78.43     |      |
| 15   | 6   | 10     | Shao Qi                | Cina        | 77.49     |      |
| 16   | 19  | 7      | Naomy Boudreau-Guertin | Canada      | 77.43     |      |
| 17   | 17  | 20     | Gabi Ash               | Australia   | 77.17     |      |
| 18   | 9   | 9      | Flavie Aumond          | Canada      | 76.86     |      |
| 19   | 16  | 13     | Akmarzhan Kalmurzayeva | Kazakistan  | 70.86     |      |
| 20   | 10  | 5      | Ol'ha Poljuk           | Ucraina     | 68.76     |      |
| 21   | 24  | 4      | Alexandra Bär          | Svizzera    | 67.72     |      |
| 22   | 11  | 18     | Emma Weiß              | Germania    | 65.52     |      |
| 23   | 22  | 1      | Liubov Nikitina        | ROC         | 63.80     |      |
| 24   | 15  | 3      | Anna Derugo            | Bielorussia | 58.59     |      |
|      | 5   | 21     | Anastasiya Novosad     | Ucraina     | DNS       |      |

### Qualificazione 2
| Pos.        | Bib | Ordine | Nome                   | Nazione     | Salto 1       | Salto 2       | Miglior punteggio | Note |
| ----------- | --- | ------ | ---------------------- | ----------- | ------------- | ------------- | ----------------- | ---- |
| 1           | 16  | 10     | Akmarzhan Kalmurzayeva | Kazakistan  | 70.86         | 98.68         | 98.68             | Q    |
| 2           | 25  | 11     | Megan Nick             | Stati Uniti | 89.18         | 85.65         | 89.18             | Q    |
| 3           | 13  | 18     | Kalia Kuhn             | Stati Uniti | 84.24         | 86.62         | 86.62             | Q    |
| 4           | 2   | 7      | Kong Fanyu             | Cina        | 83.78         | 81.99         | 83.78             | Q    |
| 5           | 18  | 5      | Eseniia Pantiukhova    | ROC         | 82.84         | 77.43         | 82.84             | Q    |
| 6           | 20  | 19     | Anastasiya Andryianava | Bielorussia | 81.58         | DNS           | 81.58             | Q    |
| 7           | 7   | 12     | Zhanbota Aldabergenova | Kazakistan  | 80.56         | 68.26         | 80.56             |      |
| 8           | 17  | 15     | Gabi Ash               | Australia   | 77.17         | 80.04         | 80.04             |      |
| 9           | 14  | 14     | Winter Vinecki         | Stati Uniti | 78.96         | 70.56         | 78.96             |      |
| 10          | 21  | 17     | Anastasiia Prytkova    | ROC         | 78.43         | 77.43         | 78.43             |      |
| 11          | 6   | 9      | Shao Qi                | Cina        | 77.49         | 54.90         | 77.49             |      |
| 12          | 19  | 6      | Naomy Boudreau-Guertin | Canada      | 77.43         | 67.04         | 77.43             |      |
| 13          | 9   | 8      | Flavie Aumond          | Canada      | 76.86         | 73.95         | 76.86             |      |
| 14          | 11  | 13     | Emma Weiß              | Germania    | 65.52         | 75.98         | 75.98             |      |
| 15          | 22  | 1      | Liubov Nikitina        | ROC         | 63.80         | 69.30         | 69.30             |      |
| 16          | 10  | 4      | Ol'ha Poljuk           | Ucraina     | 68.76         | 56.68         | 68.76             |      |
| 17          | 24  | 3      | Alexandra Bär          | Svizzera    | 67.72         | 56.26         | 67.72             |      |
| 18          | 15  | 2      | Anna Derugo            | Bielorussia | 58.59         | 53.65         | 58.59             |      |
| Template:Hs | 5   | 16     | Anastasiya Novosad     | Ucraina     | Did not start | Did not start | Did not start     |      |

### Finale
| Pos.    | Bib | Nome                   | Nazione     | Finale 1 | Finale 1 | Finale 1          | Finale 2 |
| Pos.    | Bib | Nome                   | Nazione     | Salto 1  | Salto 2  | Miglior punteggio | Finale 2 |
| ------- | --- | ---------------------- | ----------- | -------- | -------- | ----------------- | -------- |
| Oro     | 1   | Xu Mengtao             | Cina        | 103.89   | DNS      | 103.89            | 108.61   |
| Argento | 12  | Hanna Hus'kova         | Bielorussia | 89.41    | 92.00    | 92.00             | 107.95   |
| Bronzo  | 25  | Megan Nick             | Stati Uniti | 95.17    | 90.24    | 95.17             | 93.76    |
| 4       | 23  | Ashley Caldwell        | Stati Uniti | 103.92   | 105.60   | 105.60            | 83.71    |
| 5       | 3   | Laura Peel             | Australia   | 69.16    | 100.02   | 100.02            | 78.56    |
| 6       | 2   | Kong Fanyu             | Cina        | 102.71   | 62.24    | 102.71            | 59.67    |
| 7       | 8   | Marion Thénault        | Canada      | 66.97    | 91.29    | 91.29             | N.D.     |
| 8       | 13  | Kalia Kuhn             | Stati Uniti | 76.49    | 85.68    | 85.68             | N.D.     |
| 9       | 18  | Eseniia Pantiukhova    | ROC         | 78.75    | 58.29    | 78.75             | N.D.     |
| 10      | 4   | Danielle Scott         | Australia   | 71.23    | 64.79    | 71.23             | N.D.     |
| 11      | 16  | Akmarzhan Kalmurzayeva | Kazakistan  | 52.36    | 71.23    | 71.23             | N.D.     |
| 12      | 20  | Anastasiya Andryianava | Bielorussia | 59.22    | 70.11    | 70.11             | N.D.     |